# Willem-Frederik Schiltz
Willem-Frederik Schiltz (ur. 22 czerwca 1979 w m. Wilrijk) – belgijski i flamandzki polityk, prawnik oraz samorządowiec, parlamentarzysta krajowy i regionalny.

## Życiorys
Jego ojcem był polityk Hugo Schiltz. Ukończył studia prawnicze na Uniwersytecie Antwerpskim. Kształcił się również w Londynie. Praktykował w zawodzie adwokata. Zaangażował się w działalność polityczną w ramach Flamandzkich Liberałów i Demokratów (Open VLD). W latach 2007–2014 sprawował mandat posła do Izby Reprezentantów. Od 2013 do 2015 był członkiem miejskich władz wykonawczych w Antwerpii. W 2014 i 2019 uzyskiwał mandat posła do Parlamentu Flamandzkiego. W 2020 został członkiem Europejskiego Komitetu Regionów. W latach 2019–2021 był delegowany w skład Senatu. Ponownie powołano go w skład izby wyższej w 2023, zasiadał w niej do 2024.

## Odznaczenia
- Order Leopolda V klasy (2014)[3]